# Людвигия болотная
Людвигия болотная (лат. Ludwigia palustris) — вид травянистых растений рода Людвигия (Ludwigia)  семейства Кипрейные (Onagraceae).

## Ботаническое описание

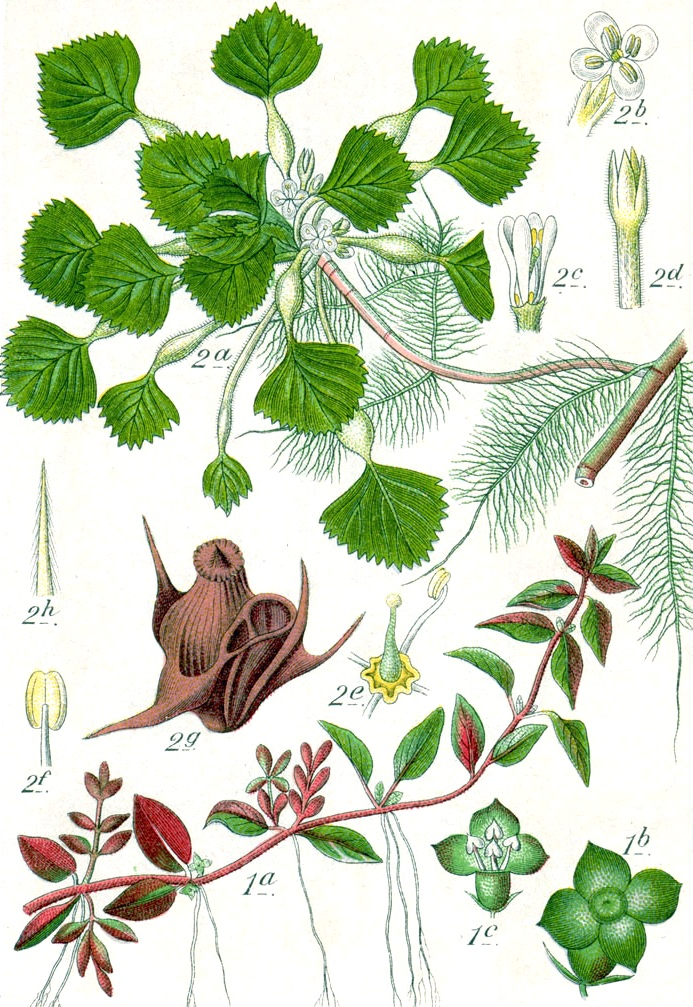
Людвигия болотная (под цифрой 1).

Однолетние или многолетние травянистые растения без опушения. Корневище ползучее, нитевидное. Стебель прямой или стелющийся, четырёхгранный, гладкий, бледнозелёный, иногда с красным оттенком, (3)10—30(50) см длиной. Листья супротивные, продолговатые, эллиптические или яйцевидные, суживаются в черешок, острые, цельнокрайние, бледнокрасновато-зелёные, блестящие, 6—30 мм длиной. Прилистники мелкие, бородавкообразные.
Цветки одиночные, располагаются в пазухах листьев. Прицветников 2. Чашелистиков 4, яйцевидные или короткотреугольные, острые, 1,5—2 мм длиной, зелёные, остаются при плодах. Лепестки отсутствуют. Тычинок 4, короче чашелистиков. Завязь четырёхгнёздная. Столбик нитевидный; рыльце головчатое, двураздельное.
Плод — продолговато-обратнояйцевидная, четырехугольная, многосемянная, бледнокоричневая коробочка, открывается отверстиями в верхней части. Семена продолговатые, гладкие, блестящие, светло-коричневые, зародыш вальковатый.
Цветение в мае—августе (сентябре).